# 施浩然
施浩然（1990年5月13日—），浙江乐清人，中国男子游泳运动员。
2008北京奥运会中国体育代表团成员，主攻中长距离自由泳。

## 运动经历
- 1997年 乐清市实验小学游泳队 教练陈寒腾[1]
- 2000年 浙江省体校[2]
- 2003年 浙江省游泳队 教练徐国义
- 2003年 中国国家游泳队 教练徐国义

## 主要成绩
- 2007年 全国游泳锦标赛 4×100米自由泳接力 第一名[3]
- 2007年 全国游泳锦标赛 4×200米自由泳接力 第一名
- 2007年 全国城市运动会 200米自由泳 第三名
- 2007年 全国城市运动会 4×100米自由泳 第二名
- 2007年 全国城市运动会 4×200米自由泳 第二名
- 2008年 全国游泳冠军赛 200米自由泳 第三名（1:49.75）[4]